# Agnieszka Godlewska
Agnieszka Godlewska – dr hab. nauk rolniczych w dyscyplinie rolnictwo i ogrodnictwo.

## Życiorys
Stopień naukowy doktora habilitowanego nadany 12 czerwca 2019 r. Uchwałą Rady Wydziału Przyrodniczego Uniwersytetu Przyrodniczo-Humanistycznego w Siedlcach
Kariera zawodowa związana z Uniwersytetem Przyrodniczo-Humanistycznym w Siedlcach.
Do roku 2010 zatrudniona na Wydziale Przyrodniczym, następnie w Studium Turystyki i Rekreacji a obecnie na stanowisku profesora uczelni na Wydziale Nauk Medycznych i Nauk o Zdrowiu, w Instytucie Nauk o Zdrowiu
Zainteresowania naukowe dotyczą między innymi możliwości wykorzystania biostymulatorów w uprawach mieszanek traw z roślinami motylkowatymi na przemiennych użytkach zielonych, możliwości utylizacji i zagospodarowania materiałów odpadowych w aspekcie ochrony środowiska, właściwości materii organicznej zwłaszcza podłoża popieczarkowego. Członek Polskiego Towarzystwa Gleboznawczego oraz Polskiego Towarzystwa Substancji Humusowych.
Od roku 2010 rozwija również swoje zainteresowania z zakresu różnych form turystyki i aktywności rekreacyjno-turystycznej.
Zaangażowana w kształcenie na kierunku turystyka i rekreacja swoje kwalifikacje zawodowe podnosi zdobywając uprawnienia: instruktora Nordic walking, pilota wycieczek, rezydenta biur podróży, animatora czasu wolnego.
Współtwórca drugiego stopnia studiów kierunku turystyka i rekreacja.
W ramach Programu Operacyjnego Wiedza Edukacja Rozwój 2014-2020, współfinansowanego ze środków Europejskiego Funduszu Społecznego, przyznanego w drodze konkursu przez NCBR, pełniła funkcję specjalisty do spraw organizacji działań w projekcie pt. „Wzmocnienie pozycji konkurencyjnej studentów Kierunku Turystyki i Rekreacji na rynku pracy”.
Dorobek naukowy obejmuje wiele autorskich i współautorskich prac naukowych z dziedziny rolnictwo i ogrodnictwo oraz z zakresu turystyki i aktywności rekreacyjno-turystycznej. Jest także współautorem patentu.